# V Форум политических партий БРИКС
V Форум политических партий БРИКС (официальное название - "Международный межпартийный Форум "БРИКС и страны-партнеры") проходил с 16 по 18 июня 2024 года в российском городе Владивостоке. Девиз мероприятия гласил: "Мировое большинство за многополярный мир". Форум был проведен по инициативе Партии «Единая Россия», на него было приглашено более 30 политических партий со всех континентов мира.

## Подготовка к проведению
Форум стал первым после расширения БРИКС, которое произошло 1 января 2024 года.
Партия «Единая Россия» пригласила принять участие в Форуме политические партии из всех стран-членов БРИКС, кроме Саудовской Аравии, Объединённых Арабских Эмиратов и Ирана. В первых двух нет партийных систем, а представители Ирана не были приглашены из-за трагических событий, связанных с гибелью Президента Ирана Э.Раиси и Министра иностранных дел Ирана Х.Абдоллахияна, которые предшествовали Форуму.

## Участники
В мероприятии приняли участие высокопоставленные гости из 28 стран мира, в том числе высшее руководство 7 политических партий стран БРИКС и 21 политического движения из так называемых "стран-партнеров".

### Страны БРИКС
| Страна   | Представитель                | Политическая партия               | Должность                                                        | Фото                                     |
| -------- | ---------------------------- | --------------------------------- | ---------------------------------------------------------------- | ---------------------------------------- |
| Бразилия | Глейси Хоффманн              | Партия трудящихся                 | Председатель                                                     | Gleisi Hoffmann 2                        |
| Египет   | Абдельвахаб Абдерразек       | «Будущее нации»                   | Председатель                                                     | Abdel Wahab Abdel Razeq (2021-11-19)     |
| Индия    | Джагат Пракаш Надда          | «Бхаратия джаната парти»          | Председатель                                                     | J.P. Nadda in New Delhi - 2018 (cropped) |
| Китай    | Лю Цзяньчао                  | Коммунистическая партия Китая     | Заведующий Международным отделом ЦК                              | Liu Jianchao (2023-06-13)                |
| Россия   | Дмитрий Анатольевич Медведев | «Единая Россия»                   | Председатель                                                     | Дмитрий Медведев (08-04-2022)            |
| Эфиопия  | Адем Фарах                   | Партия процветания                | Генеральный секретарь, Заместитель Председателя                  | Adem Farah                               |
| ЮАР      | Копенг Обед Бапела           | Африканский национальный конгресс | Заместитель председателя подкомитета по международным отношениям | Kopeng Obed Bapela                       |

Помимо Председателя Партии «Единая Россия»  Д.А.Медведева, в мероприятии приняли участие губернатор Приморского края О.Н.Кожемяко, а также руководитель фракции «Единой России» в Государственной Думе В.А.Васильев. Кроме того, в мероприятии принял участие представитель от Коммунистической партии Российской Федерации, а именно депутат Государственной Думы А.В.Чепа.

### Страны-партнеры
| Страна      | Политическая партия                                                          |
| ----------- | ---------------------------------------------------------------------------- |
| Азербайджан | Ени Азербайджан                                                              |
| Алжир       | Фронт национального освобождения                                             |
| Беларусь    | Белая Русь                                                                   |
| Венесуэла   | Единая социалистическая партия Венесуэлы                                     |
| Вьетнам     | Коммунистическая партия Вьетнама                                             |
| Зимбабве    | Зимбабвийский африканский национальный союз - Патриотический фронт (ЗАНУ-ПФ) |
| Индонезия   | Голкар                                                                       |
| Камбоджа    | Народная партия Камбоджи                                                     |
| Куба        | Коммунистическая партия Кубы                                                 |
| Лаос        | Народно-революционная партия Лаоса                                           |
| Ливан       | Свободное патриотическое движение                                            |
| Монголия    | Монгольская народная партия                                                  |
| Мьянма      | Партия солидарности и развития Союза                                         |
| Никарагуа   | Сандинистский фронт национального освобождения                               |
| Пакистан    | Пакистанская мусульманская лига                                              |
| Сербия      | Сербская народная партия                                                     |
| Сирия       | Баас                                                                         |
| Таджикистан | Народно-демократическая партия Таджикистана                                  |
| Таиланд     | Пыа Тай                                                                      |

В мероприятии также принял участие Председатель Международной конференции азиатских политических партий (МКАПП), бывший Министр иностранных дел Республики Корея Чон Ый Ён.

## Ход мероприятия
В ходе мероприятия было проведено три секционных заседания, которые касались следующих тем:
1. Неделимая и равная безопасность как основа многополярного мира;
2. Развитие торгово-экономических и финансовых связей между государствами Мирового большинства;
3. Ответственное поведение в информационном пространстве как необходимое условие справедливого миропорядка будущего[10].

Решения секционных заседаний были впоследствии внесены в Итоговое заявление Форума. 

Двусторонняя встреча Д.А.Медведева с П.Чинават

Торжественное открытие Форума касалось темы объединения БРИКС как эффективного механизма развития связей между государствами Глобального Юга, а пленарное заседание - развитию формата "БРИКС и страны-партнеры".
На полях Форума было проведено первое заседание Постоянного комитета инициированного Партией «Единая Россия» Движения "За свободу наций!".
На полях Форума было проведено несколько двусторонних встреч, в том числе Д.А.Медведев встретился с Заведующим Международным отделом ЦК Коммунистической партии Китая Лю Цзяньчао, а также Председателем Партии «Пыа Тай» П.Чинават.

## Владивостокская декларация
По итогам мероприятия была принята Владивостокская декларация, в которой были отражены основные договоренности, к которым пришли политические партии - участницы Форума.
Там было отмечено приветствие расширению "семьи БРИКС", а также поддержка концепции "инклюзивной многосторонности", которая была разработана Министром иностранных дел России С.В.Лавровым. В заявлении отмечено неприятие односторонних ограничительных мер и санкций, а также осуждение неоколониальных практик отдельных государств мира. В этом контексте политические партии выступили с благодарностью Партии «Единая Россия» за проведение в Москве учредительной Генеральной Ассамблеи Движения "За свободу наций!".
В декларации отмечается особая роль Целей устойчивого развития ООН и различных институтов БРИКС, которые нацелены на их достижение, в том числе Новый банк развития БРИКС.